# Beeline (Modeschmuckunternehmen)

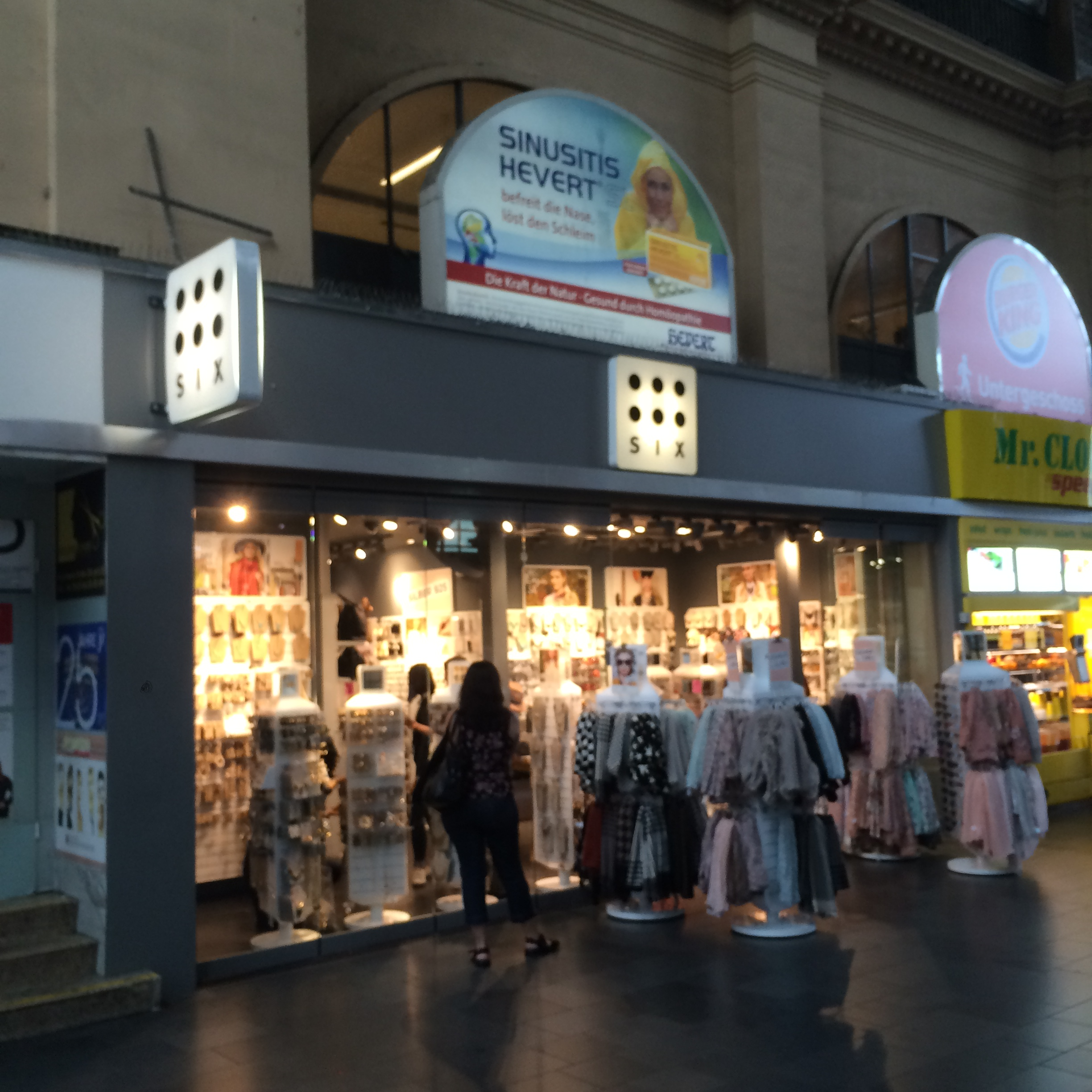
SIX Store im Frankfurter Hauptbahnhof

Die beeline GmbH ist ein in Köln ansässiges Unternehmen, das unter den Marken SIX, TOSH und I AM Modeschmuck, Piercings, Silberschmuck, Haarschmuck, Sonnenbrillen, Uhren und textile Accessoires verkauft.

## Geschichte
Ulrich Beckmann gründete Beeline im Jahr 1990 als Großhandelsunternehmen und verkaufte Modeschmuck an internationale Unternehmen. 1991 nutzte er das Konzessionsprinzip; und Kaufhäuser, Drogerien und Modehäuser boten Schmuck von beeline an.
Die eigene Marke „bee bee“ wurde 1998 durch SIX ergänzt. Nach acht Jahren baute sich beeline damit ein zweites Standbein auf. In Köln wurde 2000 der erste Retail-Laden der Marke SIX eröffnet. beeline begann zu dieser Zeit, sich das europäische Ausland zu erschließen. Um ein breiteres Publikum anzusprechen, wurde das Portfolio durch die Marke I AM ergänzt.
2010 begann das Unternehmen, über Europa hinaus zu expandieren. Dafür investierten Ulrich Beckmann und sein Bruder Frank Beckmann in die Errichtung eines Distributionszentrums in Köln-Kalk, das gemeinsam mit Malorg Consulting, einem Spin-off des Fraunhofer-Instituts für Materialfluss und Logistik, und dem Generalunternehmer SSI Schäfer realisiert wurde. Die Gesamtanlage arbeitet (nach Angaben von Malorg Consulting) CO2-neutral und weist eine energieeffiziente Dimensionierung der Antriebe und moderne Steuerungskonzepte basierend auf Solarenergie und Wärmepumpen auf.
Die beeline-Gruppe hat Standorte in Köln, Atlanta, Paris, Barcelona, Rotterdam, London und Krakau. Produkte von beeline werden auf 24.050 Verkaufsflächen in 44 Ländern angeboten. 2018 waren nach eigenen Angaben weltweit 4.500 Mitarbeiter beschäftigt. 2016 beschäftigte die Gruppe neben durchschnittlich 2.560 Vollzeitkräften 2.257 studentische Aushilfen und geringfügig Beschäftigte und erwirtschaftete einen Umsatz in Höhe von 354,8 Millionen Euro.

## Marken
- SIX
- SIX Men
- I AM
- TOSH
- Accessories
- Private label (nicht mehr)